# Laboratorio Nacional de Nanoelectrónica

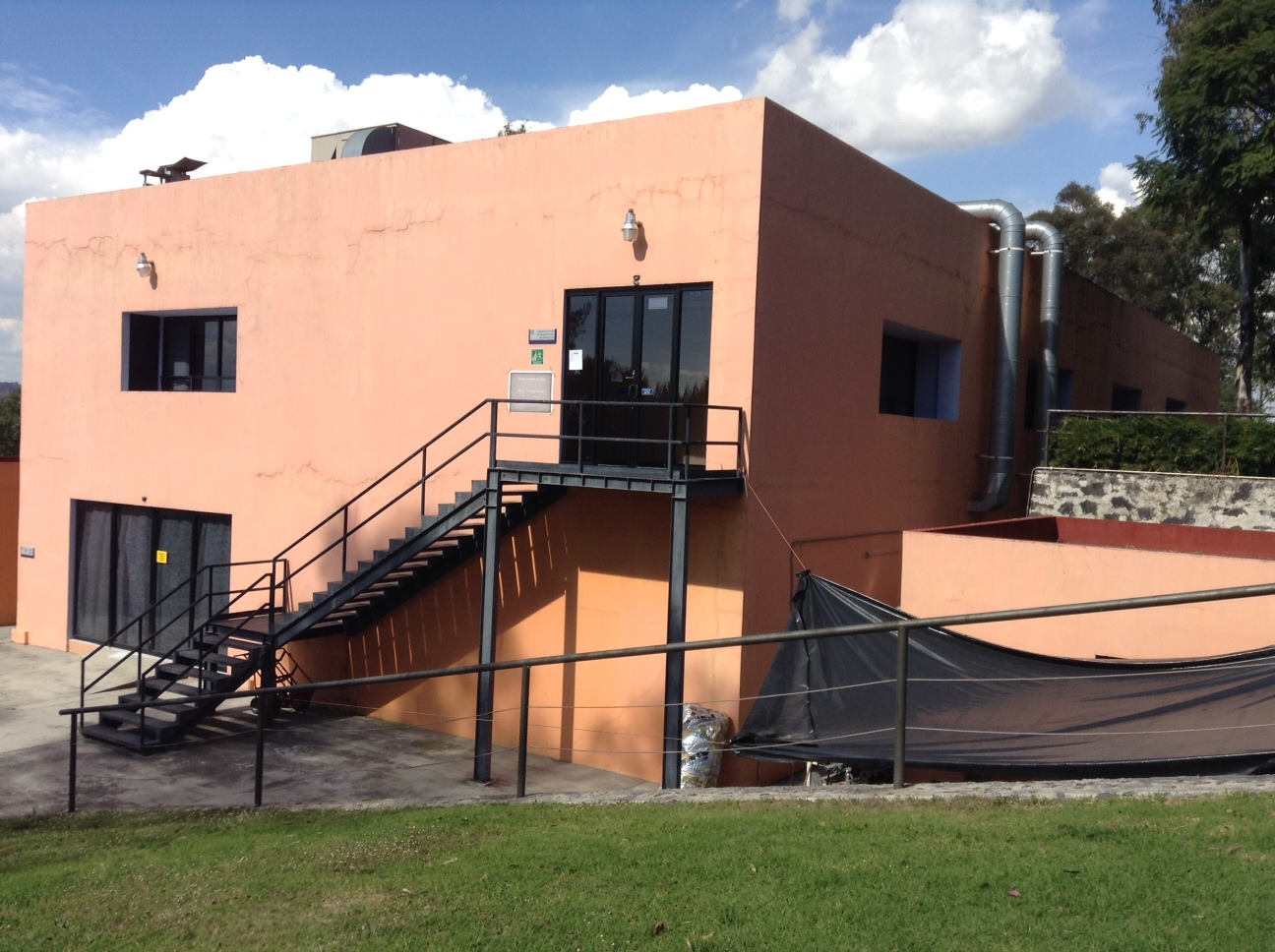
Laboratorio Nacional de Nanoelectrónica

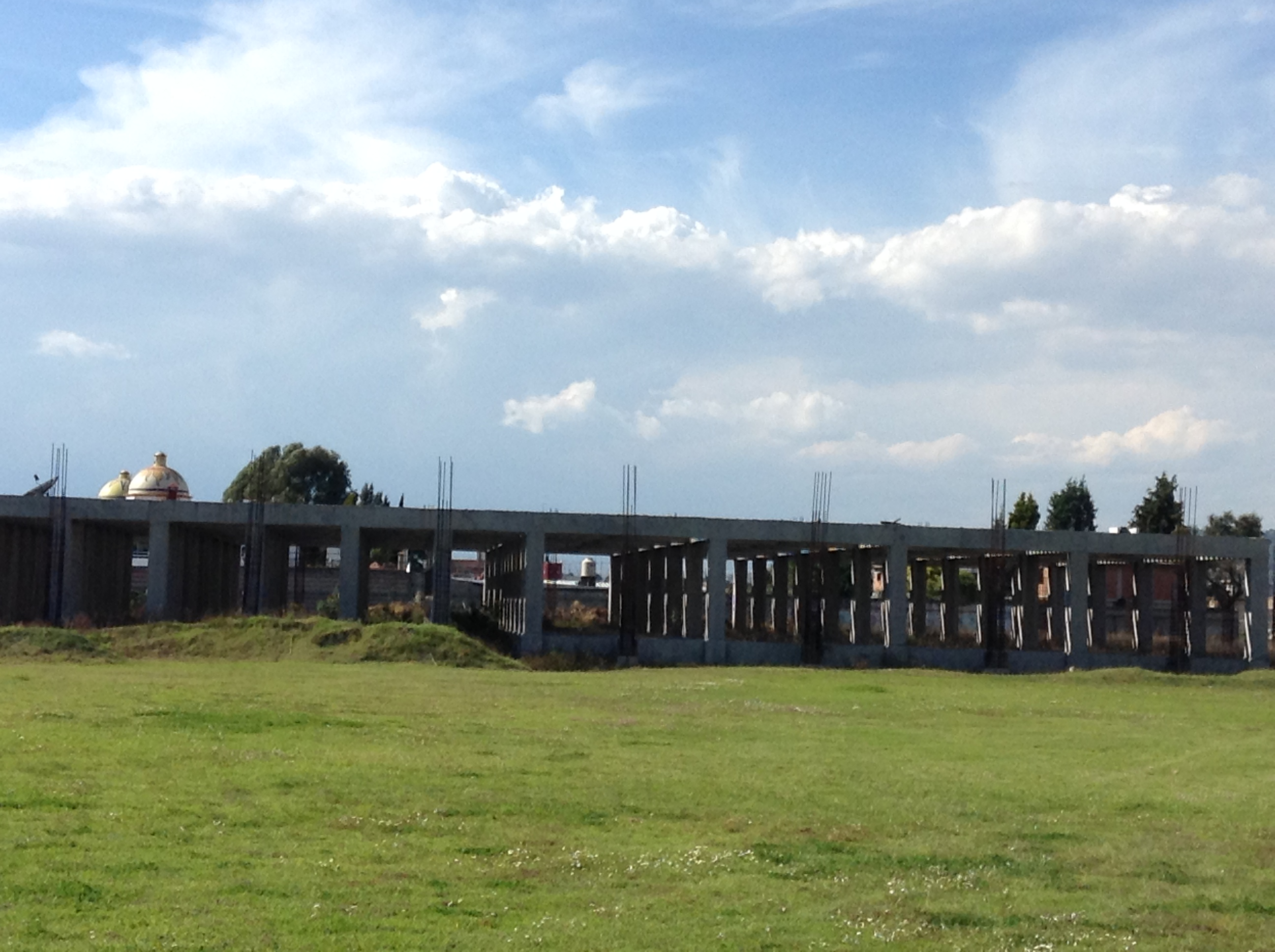
Laboratorio Nacional de Nanoelectrónica, segunda etapa

El Laboratorio Nacional de Nanoelectrónica o LNN es un laboratorio en el cual se fabrican prototipos de dispositivos semiconductores, sensores, MEMS y circuitos integrados con una tecnología de fabricación. Se encuentra dentro del Instituto Nacional de Astrofísica, Óptica y Electrónica (INAOE), un centro de investigación y desarrollo mexicano ubicado en Tonantzintla, San Andrés Cholula, en el estado de Puebla. Además, es un centro de educación de nivel superior con programas de calidad certificada en maestría y doctorado en astrofísica, óptica, electrónica y ciencias computacionales.

## Electrónica
La coordinación de electrónica del INAOE se fundó junto con la misma universidad en 1972. Pero hasta el año 1974 se creó el posgrado de electrónica y se puso en marcha el laboratorio de microelectrónica, en el cual fabricaban circuitos MOS en los diferentes laboratorios y circuitos integrados a base de silicio, también diseñan circuitos integrados, desarrollan CAD, verifican circuitos e Instrumentación electrónica y sistemas de comunicación y actualmente el proyecto más importante de la coordinación de electrónica es el Laboratorio Nacional de Nanoelectrónica (LNN), que permite llevar a cabo desarrollos en las áreas de materiales nanoestructurados y dispositivos y sistemas nanoelectrónicos.

## Justificación
La más reciente revolución industrial se le conoce como nanoelectrónica. Para un país como México, resulta innegable que ésta representa la oportunidad para estar a la par en I&D con otros países y formar recursos humanos en esta área. 
El INAOE reconoce que la nanotecnología tiene un carácter multidisciplinario por lo que no solo interactúan en esta área de trabajo y de estudio la electrónica, por lo que combinan grupos de investigación de diferentes departamentos e instituciones.
Los retos más destacables dentro del INAOE dentro del área de nanoelectrónica son:
- Estudio de materiales nanoestructurados
- Desarrollo de procesos CMOS que coexistan con los avances en dispositivos nanoelectrónicos
- Desarrollo de modelos para dispositivos en el rango de los nanómetros y el desarrollo de herramientas CAD
- Establecer el Laboratorio Nacional de Nanoelectrónica como proyecto aglutinador para atacar estos aspectos

## Historia
El 19 de abril de 2010, el Instituto Nacional de Astrofísica, Óptica y Electrónica (INAOE) inauguró el Laboratorio de Innovación en Sistemas (LI-MEMS). En el cual se requirió una inversión de 30 millones de pesos.

La creación del LI-MEMS dentro del INAOE es el resultado de una iniciativa que presentó en 2004 la Fundación México-Estados Unidos para la Ciencia (FUMEC) con el propósito de establecer una red de instituciones de investigación y desarrollo que permita el diseño y producción de prototipos MEMS de aplicación en los sectores salud, comunicaciones y automotriz.
Está compuesto por tres laboratorios ubicados en el centro y norte del país: uno de Diseño en la Universidad Nacional Autónoma de México, otro de Encapsulado y Prueba en la Universidad Autónoma de Ciudad Juárez y el de Desarrollo y Fabricación de prototipos del INAOE (LNN).
En el cual se fabrican de prototipos de dispositivos semiconductores, sensores, MEMS y circuitos integrados con una tecnología de fabricación.
El paso más importante para la coordinación de electrónica era la puesta en marcha del Laboratorio Nacional de Nanoelectrónica (LNN), que ha iniciado con una línea de fabricación de circuitos integrados, donado por Motorola con un costo aproximado de un millón de dólares.

Este laboratorio se ha dividido en dos fases para su realización:
La fase 1 se le denominó Laboratorio e Innovación en MEMS, el cual funciona desde abril de 2010.
La fase 2 es el Laboratorio de Manufactura de MEMS a menor escala y es el que está inconcluso, dicho laboratorio, también conocido como LMMPE, se encuentra en un avance del 50%; falta construir parte del edificio, el cual podría terminarse con 18.7 millones de pesos, además requiere de 10 millones de dólares para montar un sistema de purificación del aire y sobre el equipo de manufactura, lo pueden obtener de donaciones.
Aunque desde 1974 el INAOE cuenta con un laboratorio de microelectrónica en el cual se diseñan y producen prototipos de circuitos integrados para diversas universidades nacionales, el nuevo laboratorio permitirá incorporar materiales nano-estructurados compatibles con las características semiconductoras del silicio.
Hasta el momento algunos proyectos que se desarrollan en el Laboratorio de Innovación en MEMS, son los prototipos de interruptores de silicio para aplicaciones en radiofrecuencias, que consiste en conectar una guía de onda la cual cambia el ancho de banda y aumenta hasta cuatro voces más la vida de las baterías de celulares modernos.

## Caracteristícas
El Laboratorio Nacional de Nanoelectrónica, ubicado en Puebla, y su principal función es la creación de chips, detectores de gas, celdas solares y demás dispositivos basados en nanotecnología con silicio, necesita 39 millones de dólares para terminar su segunda fase y así poder operar de forma comercial o en masa, ya que solo se producen prototipos de circuitos integrados micromecánicos y sensores.
El LNN del INAOE está formado por dos plantas de 800 metros cuadrados. La parte superior del edificio está dedicada a la caracterización de dispositivos, circuitos integrados, y MEMS. La planta baja es un laboratorio de clase 10-100, con 550 m² de área limpia y 250 m² de área de servicios clase 1000, aquí se fabrican prototipos de dispositivos semiconductores, sensores, circuitos integrados y MEMS, con una tecnología propia de fabricación basada en Silicio. Las salas de cuarto limpio se han diseñado con un corredor central que da acceso a cada una de las bahías de proceso. Cada bahía es de clase 100 y solo en la boca de entrada de los equipos se tiene clase 10, se prueban los prototipos en diferentes temperaturas, frecuencias y condiciones de operación, en el que desarrollará tecnología propia y se dará el comienzo al futuro de la industria nacional en materia de nanoconductores.
Está diseñado bajo el esquema “Ballroom”, con un área dedicada a metrología de 200 m², la estructura de soporte está construida para el aislamiento de vibraciones (máximo 3–5 µm/seg en frecuencias de 10–80Hz), y cuenta con espacios dedicados a pulido químico-mecánico de obleas de silicio así como de servicios generales. Se espera que el área limpia total de este laboratorio tenga la capacidad de producir al menos 500 obleas de 6” de diámetro por mes en una jornada única diaria. La tecnología de fabricación utilizada será BiCMOS con una dimensión mínima de 0.35 µm.
Para la construcción de este edificio se ha contado con el siguiente financiamiento:
Fuente	Cantidad (pesos)
Secretaría de Economía	13 459 810.00
Gobierno del estado de Puebla	12 500 000.00
INAOE	2 442 606.00
Total	28 402 416.00

## Objetivos

### General
El objetivo principal del LNN es convertirse en un espacio de clase mundial para el desarrollo de una tecnología nacional de fabricación de dispositivos y circuitos integrados, que incorpore materiales nanoestructurados a la tecnología del silicio para aumentar la competitividad de la tecnología nacional

### Específicos
- Desarrollo de un proceso de fabricación nacional de circuitos integrados BiCMOS con dimensión mínima de 0.8 µm con incorporación de dieléctricos de baja k y reducción de resistencias parásitas intrínsecas.

- Desarrollo de una tecnología nacional de fabricación de MEMS y Sistemas Nanoelectromecánicos (NEMS).

- Obtención, caracterización y aplicación de materiales nanoestructurados compatibles con la tecnología del silicio y para la fabricación de circuitos impresos para computadoras personales operando a frecuencias de reloj superiores a 10GHz.

- Estudio, desarrollo y caracterización de dieléctricos de alta constante dieléctrica (k) novedosos.

- Estudio de sustratos de alto índice cristalino para el aumento de la movilidad de portadores de carga, elevando el funcionamiento de los dispositivos.

- Desarrollo de un proceso de fabricación completamente silicidado (FUSI) y estudio de la función trabajo de silisuros sobre dieléctricos de alta k.

- Desarrollo de dispositivos avanzados (por ejemplo, de múltiple compuerta (FinFET) en sustratos tanto convencionales como de alto índice.

- Desarrollo de dispositivos optoelectrónicos en base de silicio.

- Desarrollo de interconexiones de muy alta frecuencia para comunicaciones chip a chip en circuitos impresos.

- Modelado de materiales y dispositivos.

- Realización de nueva técnicas de diseño para la óptima utilización de los dispositivos y materiales aquí desarrollados con énfasis en circuitos integrados de RF y optoelectrónicos.

- Desarrollo de sistemas de CAD para el modelado y caracterización de materiales, procesos y dispositivos resultado de este proyecto.

- Realizar convenios de colaboración con instituciones y centros de investigación nacionales relacionados con la electrónica y áreas afines.

- Realizar proyectos de colaboración con la industria electrónica global, para así participar en la elaboración de los roadmap de ésta.

- Duplicar la planta de investigación de la Coordinación de Electrónica del INAOE, para cumplir tanto con el Plan de Desarrollo

Institucional como con los objetivos aquí enunciados.
- Ofrecer servicios de fabricación de prototipos y/o lotes de dispositivos semiconductores, MEMS y circuitos integrados con el proceso y materiales aquí desarrollados.

- Incrementar el número de graduados en electrónica del programa de posgrado en electrónica del INAOE a 30 doctorados y 90 maestros en ciencias por año, ayudando así a generar los recursos humanos que harán a nuestro país atractivo a la industria electrónica de alta tecnología e incrementando la competitividad.

- Aumentar la producción científica de los miembros de la Coordinación de electrónica a un promedio de 2 publicaciones arbitradas por año por investigador y 4 presentaciones por investigador por año en congresos internacionales arbitrados del área.

- Ser el aglutinador de los esfuerzos de los centros de investigación y universidades nacionales en el desarrollo de la electrónica.

- Servir de catalizador para el desarrollo de una industria electrónica nacional.

- Formar la masa crítica de recursos humanos necesaria para hacer atractivo a nuestro país a la industria de alta tecnología electrónica, con la consecuente generación de empleos y contribuyendo así a elevar nuestra competitividad en esta área de gran impacto y actualidad.[5]

## Misión
El laboratorio quiere apoyar en la formación de recursos humanos, la investigación científica y el desarrollo de aplicaciones específicas en actividades de síntesis, caracterización y aplicaciones de sistemas nanotecnológicos, brindando un espacio de colaboración y apoyo a las instituciones y empresas nacionales e internacionales.

## Visión
Pretende ser un punto de referencia regional, nacional e internacional en cuanto a la generación de conocimiento enfocado en el entendimiento de los procesos fundamentales de naturaleza física, química o biológica a escala nanométrica y su aplicación a problemas importantes para el desarrollo de los sectores académico, productivo y social en el ámbito nacional, con recursos humanos altamente calificados y un espacio físico, instalaciones y equipamiento de vanguardia, que provoquen sinergias a través de la interacción multidisciplinaria.

## Aportación Científica
Por más de 40 años, los semiconductores se han distinguido por su rápido paso al mejoramiento de sus productos, esto se debe al número de componentes por chip, mayor velocidad, menor consumo de potencia, cada vez más compactos y ligeros y mayor capacidad de memoria. Una de las más frecuentes tendencias de esta industria es frecuentemente expresada como la Ley de Moore, que apareció en 1975 y establece que cada 18 meses se duplicara el número de circuitos integrados en un dispositivo electrónico. El impacto más significativo de esta ley a la sociedad ha sido la disminución del costo por función, lo que ocasionó que las sociedades que cuentan con tecnología de microelectrónica tiendan a aumentar su productividad y calidad de vida mediante la proliferación de computadoras, comunicación electrónica y productos de consumo a bajo costo.
El Roadmap de la “Semiconductor Industry Association” (SIA), establece como nodos de producción industrial para los años 2010, 2012 y 2016 los de 45, 32 y 22 nm respectivamentehttp://www.semiconductors.org/. Esto es, el futuro de los nodos de mencionados presenta retos considerables, como también se hace notar en el Roadmap. La llamada era del “escalado feliz” se ha terminado. Se hace necesaria la introducción {de nuevos materiales, nuevas arquitecturas de transistores, por lo que se deben de ocupar nuevas técnicas de litografía. Se debe de considerar el reemplazo del silicio e introducir otros materiales como los nanotubos de carbono para desarrollar la misma función del silicio, lo cual sería obviamente más eficiente, al igual que el germanio. Estos dos son algunos de los candidatos a sustituir al silicio. Esta es una investigación en la cual se debe de buscar al mejor material para hacer un desempeño mejor que el silicio y a una escala más baja. Este material se ocuparía para la simplificación de MEMS, diseño de otras nuevas arquitecturas y topologías de circuitos y sistemas.

## Justificación Científica
El motivo de la investigación es más que justificable ya que tiende a solucionar u ocuparse de los problemas que en la industria global dedicada a la electrónica tiene para las futuras generaciones, al igual que es importante que algunos especialistas como Gregory Timp, opinan sobre el futuro del silicio, dice “Es posible que el negocio de CIs de Si siga el camino de la industria del acero, convirtiéndose en una tecnología de uso común, de bajo costo mientras que otras tecnologías (p.e., plásticos o aluminio) http://www3.nd.edu/~gtimp/ llegan y compiten con él en aplicaciones específicas donde ofrecen menor costo o mejor funcionamiento. Aún con esas alternativas, el acero persiste como el núcleo de nuestra cultura mecánica y coexiste con otras tecnologías”. 
Este proyecto puede hacer mucho por nuestro país, uno de los principales impactos será la formación de recursos humanos en ciencia de la electrónica. Es importante mencionar el proyecto “Silicon Border”, que consiste de un parque industrial ubicado en Mexicali B.C. para la instalación de industria de semiconductores. Se espera que lleguen a instalarse para el año 2010 hasta 10 “Wafer Fabs” (fábricas de chips). Cada una de éstas requiere para su funcionamiento del orden 1,000 técnicos, de los cuales el 30% debe poseer grado de Maestría o Doctorado en electrónica.
Este proyecto también tiene la importancia en la transferencia tecnológica a la industria global existente, con lo que en un plazo de 10 años este LNN podría ser un proyecto autosustentable, proveyendo del producto del desarrollo y transferencia de sus innovaciones y desarrollos.